# Vision of the Seas
El Vision of the Seas es un crucero de la Clase Vision operado por Royal Caribbean International. Es el último de su clase. Su viaje inaugural fue el 2 de mayo de 1998, después de lo cual navegó durante un año en Europa antes de ser trasladado a otras rutas.
En 2013, el Vision of the Seas recibió una reparación en dique seco.

## Diseño
El crucero tiene un tonelaje de peso muerto de 6.300 toneladas y un tonelaje bruto de 78.491 toneladas. El Vision of the Seas tiene una eslora de 279 metros (915 pies) y una manga de 32,2 metros (106 pies). El Vision of the Seas se inició en 1997. El calado de la embarcación es de 7,63 metros (25,0 pies). El crucero tiene 10 cubiertas de pasajeros y capacidad para 2.416 invitados. El Vision of the Seas tiene una tripulación de 765 personas.